# Ivan Asen III av Bulgarien
Ivan Asen III av Bulgarien, död 1303, var Bulgariens regent från 1279 till 1280.